# 1943 ve fotografii
Tento článek obsahuje významné fotografické události v roce 1943.

## Ocenění
- Pulitzer Prize for Photography – Frank Noel, Associated Press, za svou fotografii Water! Archivováno 6. 3. 2012 na Wayback Machine..

## Narození v roce 1943

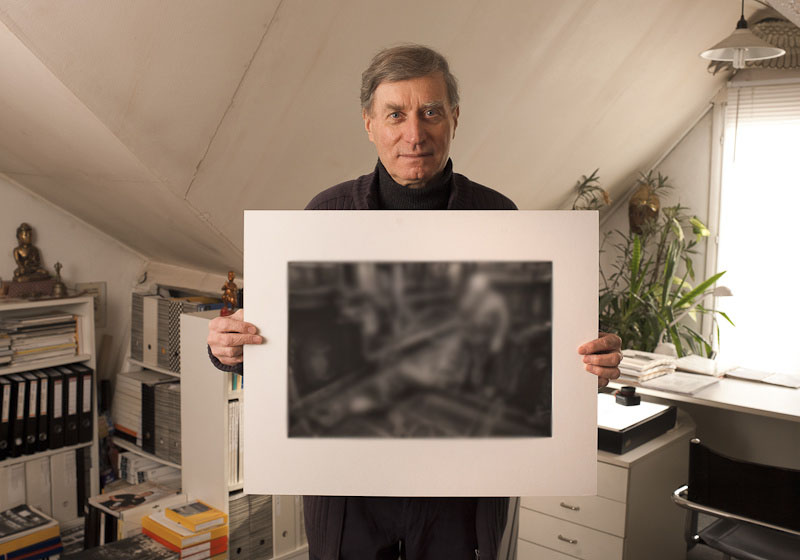
17. února se narodil Imre Benkő, maďarský dokumentární fotograf

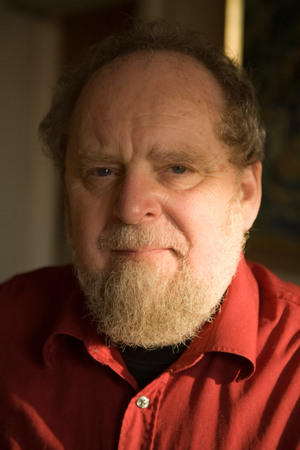
V tomto roce se narodil Ole Daniel Enersen, norský horolezec, fotograf, novinář, spisovatel a historik medicíny

- 2. ledna – Jack Dykinga, americký fotograf
- 4. ledna – Priit Vesilind, estonsko-americký spisovatel a fotožurnalista časopisu National Geographic a autor literatury faktu († 3. listopadu 2023)
- 5. ledna – Luigi Ghirri, italský fotograf
- 19. ledna – Larry Clark, americký fotograf a filmový režisér, série o mladých lidech z okraje společnosti (drogy, zbraně, sex)
- 11. února – Graham Ovenden, anglický malíř, výtvarný fotograf a spisovatel, odborník na viktoriánské fotografie
- 17. února – Imre Benkő, maďarský dokumentární fotograf
- 27. února – Michael Ochs, americký fotograf a fotografický archivář, vlastnil rozsáhlou sbírkou fotografií souvisejících s rockovou hudbou z 50. a 60. let 20. století, obsahovala 3 miliony historických tisků, zkušebních listů a negativů († 23. července 2025)
- 1. března – Milan Pitlach, český architekt a fotograf
- 4. března – Philippe Salaün, francouzský fotograf († 4. října 2020)
- 9. března – Martha Cooperová, americká fotografka
- 14. března – Ole Daniel Enersen, norský horolezec, fotograf, novinář, spisovatel a historik medicíny († 1. ledna 2024)
- 20. března Gerard Malanga, americký fotograf, filmový producent, básník
- 23. března – Krzysztof Pruszkowski, francouzsko-polský fotograf
- 23. března – Milan Maryška, český filmový dokumentarista, režisér a fotograf († 4. prosince 2002)
- 26. března – Peter Áč, slovenský fotograf
- 26. března – Jacques Cuinières, francouzský fotograf deníku L'Aurore († 8. února 2020).[1]
- 14. dubna – Jochen Herling, lucemburský profesionální fotograf, spisovatel a sběratel uměleckých děl († 27. prosince 2021)
- 23. dubna – Gyula Zaránd, francouzsko-maďarský fotograf († 11. ledna 2020)
- 6. května – James Turrell, americký umělec, pracující s formami světla a stínu
- 24. května – Sylvia Plachy, americká fotografka maďarského původu
- 28. května – Vivan Sundaram, indický umělec a fotograf
- 3. června – Rostislav Košťál, český amatérský fotograf
- 23. června – Jamie Parslow, norský fotograf původem z USA
- 30. června – Jef Kratochvil, český fotograf († 4. března 2018)
- 22. července – Per Maning, norský fotograf
- 22. července – Jaap Wolterbeek, nizozemský novinářký fotograf AD, De Telegraaf, Algemeen Nederlands Persbureau († 2. dubna 2024)
- 29. července – Martha Roslerová, americká umělkyně, která pracuje v oblasti videoartu, fotografie a fotomontáže, performance a instalace
- 4. srpna – Tom Martinsen, norský fotograf († 31. března 2007)
- 6. srpna – Helena Kupčíková, slovenská fotografka a fotoreportérka, která působila v České republice († 7. listopadu 2015)
- 14. srpna – Bohdan Holomíček, český dokumentární fotograf
- 20. srpna – Ingolf Thiel, německý módní a reklamní fotograf, herec a kostýmní výtvarník († 16. března 1985)
- 21. srpna – Patrick Demarchelier, francouzský módní a reklamní fotograf
- 27. srpna – Luis Caballero, kolumbijský umělec, malíř a fotograf († 19. června 1995)
- 29. srpna – Mohamed Amin, keňský fotoreportér († 23. listopadu 1996)
- 3. září – Daniel Angeli, francouzský novinářský fotograf, někdy se mu přezdívalo král paparazziů
- 3. října – Jean-François Jonvelle, francouzský fotograf
- 7. října – Robert H. Cumming, americký malíř, sochař, fotograf a grafik († 16. prosince 2021)
- 10. listopadu – Terence Dickinson, kanadský amatérský astronom a uznávaný astrofotograf a spisovatel († 1. února 2023)
- 17. listopadu – Ivan Prokop, český veterinář, ornitolog, fotograf šumavských motivů, novinář a publicista
- 17. listopadu – Chang Chao-Tang, tchajwanský fotograf, který je mnohými považován za jednoho z nejvýznamnějších fotografů na Tchaj-wanu po druhé světové válce († 2. dubna 2024)
- 30. listopadu – Antonín Dufek, český historik umění, kurátor, teoretik a kritik fotografie, dlouholetý vedoucí kurátor fotografické sbírky Moravské galerie v Brně († 25. října 2023)
- 30. listopadu – Ulay, vizuální umělec, performer a fotograf († 2. března 2020)
- 30. listopadu – Annette Messagerová, francouzská výtvarnice, různé umělecké techniky včetně fotografie, kresby, instalace, brikoláže, dialog o těle, intimitě, ženskosti
- ? – Masaaki Nakagawa, japonský fotograf († 2005)
- ? – Sanlé Sory, burkinafaský fotograf
- ? – Martine Barratová, francouzská fotografka, herečka, tanečnice a spisovatelka aktivní v USA
- ? – Ivan Krenčey, slovenský autor, novinář, fotograf a autor německo-slovenských odborných slovníků

## Úmrtí v roce 1943
- 16. ledna – Stephanie Heldová-Ludwigová, německá portrétní fotografka, provozovala renomovaný Atelier Veritas v Mnichově (* 6. prosince 1871)
- 20. ledna – Ambrose Lomax, jihoafrický fotograf a chemik, provozoval fotografické studio, dokumentoval obraz Jihoafrické republiky na konci 19. a na počátku 20. století, hlavně v Moltenu a Adelaide (* 15. srpna 1867)
- 16. února – Lucien Roisin Besnard, francouzský fotograf (* ?)
- 13. března – Hanna Resvoll-Holmsen, norská botanička a fotografka (* 11. září 1873)
- 8. dubna – Noé Chabot, francouzský fotograf (* 2. února 1869)
- 2. května – Andreas Mathias Anderssen, norský fotograf (* 14. června 1849)
- 21. června – Alice Boughtonová, americká portrétní fotografka (* 14. května 1866)
- 22. června – Marie Magdalena Rustad, norská fotografka (* 31. prosinec 1859)
- 24. června – Frederick H. Evans, britský fotograf (* 26. června 1853)
- 8. července – Hildegard Lehnertová, německá malířka, fotografka, spisovatelka a ředitelka školy (* 6. ledna 1857)
- 17. července – Ugo Pellis, italský fotograf (* 9. října 1882)
- 18. července – Christian Christensen Thomhav, dánský fotograf aktivní v Norsku (* 15. května 1857)
- 20. července – Alois Zych, český fotograf (* 10. května 1874)
- 1. srpna – Barbara Baarsen Bostrømová, norská portrétní fotografka, provozovala ateliéry na několika místech v zemi (* 29. července 1875)
- 12. srpna – Vittorio Sella, italský fotograf a horolezec (* 28. srpna 1859)
- 14. září – Léonard Misonne, belgický piktorialistický fotograf (* 1. července 1870)
- 1. října – Peter P Lundh, švédský fotograf (* 14. dubna 1865)
- 4. října – Solveig Lund, norská fotografka (* 15. dubna 1868)
- 4. listopadu – Eugene de Salignac, americký fotograf (* 1861)
- 5. listopadu – Minna Keene, piktorialistická portrétní fotografka - samouk narozená v Německu (* 5. dubna 1861)
- 13. listopadu – Albin Roosval, švédský fotograf (* 4. srpna 1860)
- 15. prosince – Emma Váncza, maďarská fotografka, od osmnácti let provozovala 30 let ateliér, její barevné panoramatické fotografie v roce 1896 získaly medaili na Miléniové výstavě (* 21. prosince 1863)
- ? – Edith Watsonová, kanadská fotografka. (* 1861)
- ? – Harry Grant Olds, americký fotograf působící v Chile a Argentině (* 1869)
- ? – Suse Byk, německá fotografka (* 1884)
- ? – Marie Hartigová Kendallová, americká fotografka francouzského původu, její portrétní fotografie a krajiny dokumentovaly oblast Norfolku ve státě Connecticut koncem 19. a začátkem 20. století (* 1854)
- ? – Boleslas Matuszewski, polský fotograf (* 19. srpna 1856)
- ? – Émile Hamonic, francouzský fotograf (* 1861)